# Шелтон (Вашингтон)
Шелтон (англ. Shelton) — місто (англ. city) в США, в окрузі Мейсон штату Вашингтон. Населення — 10 371 особа (2020).

## Географія
Шелтон розташований за координатами 47°13′6″ пн. ш. 123°6′48″ зх. д. / 47.21833° пн. ш. 123.11333° зх. д. (47.218321, -123.113301).  За даними Бюро перепису населення США в 2010 році місто мало площу 15,77 км², з яких 14,91 км² — суходіл та 0,86 км² — водойми.

### Клімат
| Клімат : Шелтон         | Клімат : Шелтон | Клімат : Шелтон | Клімат : Шелтон | Клімат : Шелтон | Клімат : Шелтон | Клімат : Шелтон | Клімат : Шелтон | Клімат : Шелтон | Клімат : Шелтон | Клімат : Шелтон | Клімат : Шелтон | Клімат : Шелтон | Клімат : Шелтон |
| Показник                | Січ.            | Лют.            | Бер.            | Квіт.           | Трав.           | Черв.           | Лип.            | Серп.           | Вер.            | Жовт.           | Лист.           | Груд.           | Рік             |
| Абсолютний максимум, °C | 20,0            | 22,2            | 24,4            | 31,7            | 36,7            | 38,9            | 40,0            | 41,7            | 37,2            | 30,6            | 21,1            | 18,9            | 41,7            |
| Середній максимум, °C   | 7,1             | 9,5             | 12,1            | 15,7            | 19,7            | 22,2            | 25,2            | 25,1            | 22,2            | 16,2            | 10,5            | 7,4             | 16,1            |
| Середній мінімум, °C    | 0,5             | 1,2             | 2,0             | 3,8             | 6,7             | 9,3             | 11,1            | 11,2            | 8,9             | 5,7             | 2,9             | 1,3             | 5,4             |
| Абсолютний мінімум, °C  | −18,9           | −17,8           | −8,3            | −5,6            | −3,9            | 0,0             | 2,2             | 1,1             | −1,1            | −5,6            | −15             | −14,4           | −18,9           |
| Норма опадів, мм        | 262             | 209             | 173             | 107             | 58              | 43              | 23              | 30              | 62              | 147             | 251             | 289             | 1655            |
| Днів з опадами          | 21              | 18              | 19              | 15              | 12              | 9               | 5               | 6               | 9               | 14              | 20              | 22              | 170,0           |
| ----------------------- | --------------- | --------------- | --------------- | --------------- | --------------- | --------------- | --------------- | --------------- | --------------- | --------------- | --------------- | --------------- | --------------- |
| Джерело: WRCC           |                 |                 |                 |                 |                 |                 |                 |                 |                 |                 |                 |                 |                 |

## Демографія
Згідно з переписом 2010 року, у місті мешкали 9834 особи в 3574 домогосподарствах у складі 2166 родин. Густота населення становила 624 особи/км².  Було 3847 помешкань (244/км²).
Расовий склад населення:
| - 78,9 % — білих - 3,7 % — корінних американців - 1,1 % — азіатів - 0,8 % — вихідців з тихоокеанських островів - 0,8 % — чорних або афроамериканців - 9,9 % — осіб інших рас |

До двох чи більше рас належало 4,9 %. Частка іспаномовних становила 19,2 % від усіх жителів.
За віковим діапазоном населення розподілялося таким чином: 26,4 % — особи молодші 18 років, 59,3 % — особи у віці 18—64 років, 14,3 % — особи у віці 65 років та старші. Медіана віку мешканця становила 33,1 року. На 100 осіб жіночої статі у місті припадало 96,4 чоловіків;  на 100 жінок у віці від 18 років та старших — 93,2 чоловіків також старших 18 років.
Середній дохід на одне домашнє господарство  становив 47 912 долари США (медіана — 37 072), а середній дохід на одну сім'ю — 54 339 доларів (медіана — 44 167). Медіана доходів становила 41 619 доларів для чоловіків та 32 894 долари для жінок. За межею бідності перебувало 28,6 % осіб, у тому числі 43,6 % дітей у віці до 18 років та 10,0 % осіб у віці 65 років та старших.
Цивільне працевлаштоване населення становило 3721 осіб. Основні галузі зайнятості: освіта, охорона здоров'я та соціальна допомога — 14,8 %, роздрібна торгівля — 13,7 %, мистецтво, розваги та відпочинок — 12,9 %, сільське господарство, лісництво, риболовля — 12,3 %.